# László Boldizsár
László Boldizsár (Keszthely, 1969. szeptember 18. –) magyar énekes, tenor. A könnyűzene és az opera világában is aktív.

## Pályafutása
Zenei tanulmányait az általános iskolával együtt 1976-ban Pakson kezdte. Előbb trombitálni, 1987-től énekelni tanult, majd elvégezte Gór Nagy Mária Színitanodáját. Ezután Zalaegerszegen, Egerben, Kecskeméten, valamint Veszprémben játszott zenés színházi előadásokban.
1994-ben fellépett a Táncdalfesztiválon, így az 1994-es Eurovíziós Dalfesztivál magyarországi nemzeti döntőjének egyik résztvevője volt.
1995-ben alapító tagja, majd 2008-ig vezetője volt a Cotton Club Singers együttesnek, amely 2009-ben, kilépése után oszlott fel.
Operaénekesi karrierje 2008-ban kezdődött, amikor a Szegedi Nemzeti Színház magánénekesként szerződtette. Azóta számos szerepet énekelt nagy sikerrel, többek között Rost Andrea partnere volt a Bohémélet Rodolphe szerepében. A szegedi társulaton kívül rendszeresen énekel főszerepeket a Magyar Állami Operaházban, a pozsonyi Szlovák Nemzeti Operában, a Miskolci Nemzeti Színházban, a Győri Nemzeti Színházban, a Pécsi Nemzeti Színházban, a Szegedi Szabadtéri Játékokon és Kassán. Vendégszerepelt Szlovákiában, Csehországban, Romániában, Olaszországban, Svédországban, Mexikóban és Kínában.

## Színházi szerepei

### Operákban
- Maurizio (Cilea: Adriana Lecouvreur)
- Riccardo gróf/Gusztáv király (Verdi: Az álarcosbál)
- Rodolfo (Puccini: Bohémélet)
- Lord Richard Percy (Donizetti: Boleyn Anna)
- Faust (Berlioz: Faust elkárhozása)
- Mefisto (Busoni: Doktor Faustus)
- Lenszkij (Csajkovszkij: Anyegin)
- Cavaradossi (Puccini: Tosca)
- Jacopo (Verdi: A két Foscari)
- Canio (Leoncavallo: Bajazzók)
- Turiddu (Mascagni: Parasztbecsület)
- Don Sanche (Liszt Ferenc: Don Sanche)
- Paolo (Zandonai: Francesca da Rimini)
- Kalaf (Puccini: Turandot)
- Des Grieux (Pucinni: Manon Lescaut)
- Pinkerton (Puccini: Pillangókisasszony)
- André Chénier (Giordano: Andrea Chénier)
- A mantuai herceg (Verdi: Rigoletto)
- Gabriele Adorno (Verdi: Simon Boccanegra)
- Hoffmann (Offenbach: Hoffmann meséi)
- Tamino (Mozart: A varázsfuvola)
- Macduff (Verdi: Macbeth)
- Asszád (Goldmark Károly: Sába királynője)
- Manrico (Verdi: A trubadúr)
- Sly (Wolf-Ferrari: Sly)
- Hunyadi László (Erkel Ferenc: Hunyadi László)
- Erik (Wagner: A bolygó hollandi)
- Raoul de Nangis (Meyerbeer: A hugenották)
- Bánk, Ottó (Erkel Ferenc: Bánk bán)
- Faust (Gounod: Faust)
- Don José (Bizet: Carmen)
- Ernani (Verdi: Ernani)
- Franz Waldung (Offenbach: A rajnai sellők)[1]
- Radames (Verdi: Aida)[2]

### Operettekbenésmusicalekben
- Frederic (Sullivan: Kalózkaland)
- Orfeusz (Offenbach: Orfeusz az alvilágban)
- Edvin (Kálmán Imre: Csárdáskirálynő)
- Jancsó Bálint (Huszka Jenő: Mária főhadnagy)
- Alfonz (Iván Sára: Ez történt Bécsben)
- Tony (Leonard Bernstein: West Side Story)
- René (Lehár Ferenc: Luxemburg grófja)
- Henry de Faublas (Ábrahám Pál: Bál a Savoyban)

## Filmjei
- Dr. Bubó (2009)
- Ede megevé ebédem (2006)
- Szamba (1996)
- Jó éjt, királyfi (1994)

## Lemezei
- Négy gengszter (1997)
- Casino (1998)
- Vokálpatrióták (1999)
- Ó, Budapest (2000)
- Single Bells (2000)
- 2x2 (2001)
- Sinatra Live 1 és Live 2 és DVD (2002-2003)
- Pesti Szalonspicc (2003)
- Luxury (2004)
- Hangosfilm 1 (2005)
- ABBA JAZZ 1 (2005)
- Hangosfilm 2 (2006)
- ABBA JAZZ 2 (2006)
- Szabad a szving (2007)
- Rádió Aranykora (2007)
- Hofimánia (2007)
- 100% Cotton (2008)
- Vincerò! (Verdi- és Puccini-áriák, 2009)

## Magánélete
2017-ben feleségül vette Nánási Helga operaénekesnőt, 2018-ban leányuk született.

## Díjai
- A Magyar Érdemrend lovagkeresztje (2023)[4]